# Schildertechniek
Een schildertechniek is de typering van de technische middelen en ambachtelijke methoden die gebruikt werden om een schilderij of muurschildering te vervaardigen. Soms is de gebruikte verf doorslaggevend ("olieverfschilderij"), soms de ondergrond ("zijdeschildering"), soms het gereedschap ("penseeltekening"). Wanneer de stijl en de iconografie op de voorgrond staan spreekt men veelal van een schilderstijl.

## Schildertechnieken op basis van de gebruikte verfsoorten
- Acrylverf - een snel drogende synthetische verf met acryl als bindmiddel
- Alkydverf - langzaam drogende verf met een kunsthars als bindmiddel, ouderwetse huisverf
- Aquarel - ook: waterverf, in water oplosbare, sterk transparante verf met Arabische gom als  bindmiddel, aangebracht op aquarelpapier.
- Fresco - muurschilderingen met pigmenten geschilderd in natte kalk
- Gouache - ook: plakkaatverf, in water oplosbare, niet-transparante verf, meestal op papier.
- Nat-in-nat schilderen - op een lichte of juist donkere, natte basislaag schilderen.
- Olieverf - pigmenten gebonden in olie, zoals lijnolie en terpentijn, op hout en later ook op doek. Een moderne variant is de wateroplosbare olieverf.
- Tempera - een mengsel van pigmenten en eigeel, oorspronkelijk op houten panelen, later ook op schildersdoek.
- Vernissen - aanbrengen van een beschermingslaag
- Wasschilderen - ook: encaustiek, schilderen met gesmolten en gepigmenteerde bijenwas

## Schildertechnieken op basis van de manier waarop de verf wordt aangebracht
- Alla prima - een techniek waarbij de kleuren niet alleen op het palet, maar ook direct op het witte doek worden gemengd. Het schilderij is hierdoor in principe in één sessie gereed.
- Achterglasschildering - de verf wordt aangebracht aan de achterzijde van het glas.
- Airbrush, de verf wordt met een luchtstraal fijn verneveld en op het medium aangebracht.
- Collage, knipsels worden geordend en met lijm aan de ondergrond bevestigd.
- Dripping - de verf laten druppelen op het liggende doek.
- Gemengde techniek - ook: mixed media, verschillende materialen en technieken door of over elkaar.
- Gesso - een egaliserende (bijvoorbeeld krijt-) ondergrond aanbrengen.
- Glaceertechniek - de verf wordt telkens in dunne lagen aangebracht, waarbij vooral transparante verf wordt gebruikt. Meestal wordt hiervoor een penseel gebruikt.
- Impasto - olieverf of andere verfsoorten worden met dikke structuren aangebracht, met een kwast of een paletmes.
- Materie-schilderen - in de verf wordt materialen als gips, aarde, klei of stro verwerkt
- Penseeltekening - er worden lineaire vormen aangebracht met een penseel.
- Marmeren - een techniek om met olieverf organische kleurpatronen aan te brengen.
- Samminiseren Alles wordt er in één keer opgeschilderd en nadat de verf droog is wordt er nog eens over geschilderd.
- Tamponeren - de verf wordt met een kwast, al stotend aangebracht.

## Schildertechnieken op grond van de wijze van uitbeelden
- Compositie
  - Gulden snede - een mathematische compositie techniek
- Contrast
  - Clair-obscur - sterk licht donker contrast
  - Sfumato - wazige omtrekken
  - Stofuitdrukking - weergave van textuur
- Perspectief
  - Atmosferisch perspectief - voorgrond lichter dan de achtergrond
  - Lijnperspectief - de lijnen lopen naar één punt aan de horizon
  - Repoussoir - dieptewerking door één beeldelement voor de eigenlijke voorstelling te plaatsen
  - Trompe-l'oeil - realistische nabootsing
  - Verkorting - dichtbijzijnde beeldelementen groter
- Kleurgebruik
  - Grisaille - schildering in alleen grijs- of bruintonen.
  - Kleurencirkel - kleurnuanceringen met een natuurlijk verloop
  - Kleurcontrast - warme kleuren tegenover koude kleuren
  - Monochroom - eenkleurig